# FreeCell
Le FreeCell est une des patiences les plus connues grâce au système d'exploitation Windows, qui inclut ce jeu aux côtés du solitaire.
Le FreeCell est fondamentalement différent des jeux de solitaire car la plupart des parties sont gagnables.
Littéralement FreeCell signifie « cellule libre » en anglais.

## Placement des cartes
FreeCell se joue avec un jeu de 52 cartes traditionnelles.

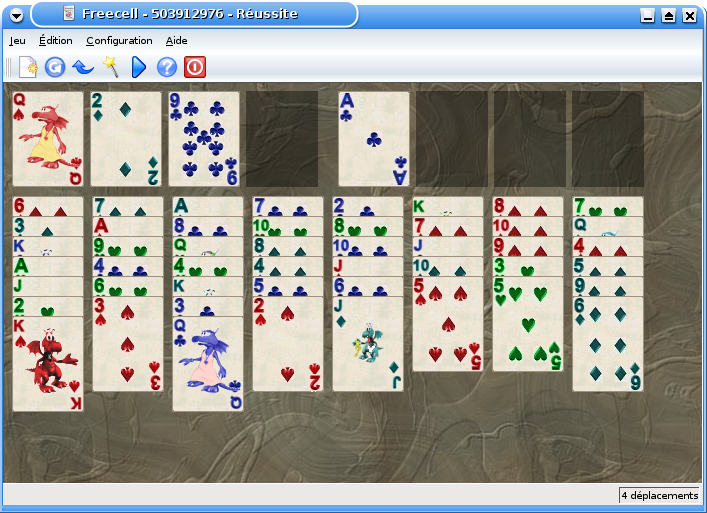
Jeu de FreeCell sur KDE.

Les 52 cartes sont étalées sur huit colonnes pour former le tableau (les quatre colonnes de gauche ont sept cartes, et les quatre de droite en ont six).
Quatre cases libres permettent de faire transiter des cartes (une à la fois), et quatre piles de bases permettent d'écarter les cartes (en commençant par l'As et en montant jusqu'au Roi dans la même couleur).

## Déroulement de la partie
Le but est d'écarter toutes les cartes du jeu sur les quatre piles de base.
On ne peut déplacer les cartes qu'une par une. Une carte peut être posée sur une carte de rang immédiatement supérieur et de couleur opposée (exemple : sur le 5 de cœur, on peut mettre le 4 de trèfle et de pique mais pas de cœur, ni de carreau).
Les quatre cases libres permettant de faire transiter chacune une carte, il est ainsi possible de déplacer des séries ayant au plus une carte de plus que le nombre de cases libres disponibles (exemple : si deux de vos cases libres sont inoccupées, vous pouvez déplacer des séries de trois cartes).
Une colonne vide peut recevoir n'importe quelle carte.
Lorsqu'aucun mouvement n'est plus possible, la partie est perdue ou bloquée dans les nouvelles versions : on peut ainsi revenir jusqu'à un autre cheminement d'où peut émerger la solution.
Si l'immense majorité des parties est gagnable, la difficulté varie considérablement selon les parties : certaines ne nécessitent qu'un minimum de réflexion et de nombreuses stratégies improvisées mènent au but, tandis que d'autres nécessitent de réfléchir ardûment afin de trouver la bonne stratégie, comprenant souvent un ou plusieurs "passages-clé" n'offrant aucune autre possibilité pour progresser dans le jeu.

## Versions Windows
Microsoft FreeCell est une adaptation populaire en jeu vidéo du jeu de cartes originel.

## Le Boulanger (variante)
Les cartes du tableau ne peuvent être empilées qu'en suivant la même série, et non en opposant les couleurs.[réf. nécessaire]